# 東経90度線
東経90度線（とうけい90どせん）は、本初子午線面から東へ90度の角度を成す経線である。北極点から北極海、アジア、インド洋、南極海、南極大陸を通過して南極点までを結ぶ。東経90度線は、西経90度線と共に大円を形成する。

## 通過する地域一覧
東経90度線は、北極点から南極点まで南に向かって以下の場所を通っている。
| 地理座標                                             | 国土・領土・領海 | 備考                                                |
| ---------------------------------------------------- | ---------------- | --------------------------------------------------- |
| 北緯90度0分 東経90度0分 / 北緯90.000度 東経90.000度  | 北極海           |                                                     |
| 北緯81度9分 東経90度0分 / 北緯81.150度 東経90.000度  | カラ海           | ロシア・シュミット島の西を通過                      |
| 北緯77度7分 東経90度0分 / 北緯77.117度 東経90.000度  | ロシア           | キーロフ島（英語版）                                |
| 北緯77度6分 東経90度0分 / 北緯77.100度 東経90.000度  | カラ海           |                                                     |
| 北緯75度33分 東経90度0分 / 北緯75.550度 東経90.000度 | ロシア           |                                                     |
| 北緯50度1分 東経90度0分 / 北緯50.017度 東経90.000度  | モンゴル         | バヤン・ウルギー県                                  |
| 北緯47度53分 東経90度0分 / 北緯47.883度 東経90.000度 | 中華人民共和国   | 新疆ウイグル自治区 青海省 チベット自治区            |
| 北緯28度19分 東経90度0分 / 北緯28.317度 東経90.000度 | ブータン         |                                                     |
| 北緯26度44分 東経90度0分 / 北緯26.733度 東経90.000度 | インド           | 西ベンガル州 アッサム州 メーガーラヤ州              |
| 北緯25度16分 東経90度0分 / 北緯25.267度 東経90.000度 | バングラデシュ   |                                                     |
| 北緯21度59分 東経90度0分 / 北緯21.983度 東経90.000度 | インド洋         |                                                     |
| 南緯60度0分 東経90度0分 / 南緯60.000度 東経90.000度  | 南極海           |                                                     |
| 南緯66度46分 東経90度0分 / 南緯66.767度 東経90.000度 | 南極大陸         | オーストラリア南極領土 - オーストラリアが領有権主張 |